# Thaksin Shinawatra
Thaksin Shinawatra (thai: ทักษิณ ชินวัตร; født 26. juli 1949 i Sankamphaeng i Chiang Mai-provinsen), er en thailandsk politiker – samt en af landets mest indflydelsesrige og polariserende personligheder – der var premierminister i Thailand 2001-06. Thaksin var samtidig leder for populistpartiet Thai Rak Thai. Som chef for firmaet Shin Corporation, som bl.a. kontrollerer Thailands største mobiltelefonoperatør, Advanced Info Service, blev han i en periode også landets rigeste person.
Thaksin er tidligere overløjtnant i det thailandske politi, med graden master in criminal justice fra Eastern Kentucky University i USA og Ph.D. fra Sam Houston State University, USA.
Partileder i det politiske parti Palang Dharma fra 1996, og leder for Thai Rak Thai fra 1998. Han fik sin første regeringspost i 1994, da han tjente som udenrigsminister. Han blev premierminister 9. februar 2001, men afsat ved et militærkup i 2006. Efterfølgende valgte han at gå i frivilligt eksil, hvor han blandt andet opholdt sig i Dubai og Hong Kong, for at undgå anklager og retssag om korruption. Fra sit eksil blev han de facto-leder af det thailandske Pheu Thai Party.
I august 2023 vendte han efter parlamentsvalget frivilligt tilbage til Thailand, hvor han blev fængslet for allerede afsagte domme. Han søgte straks kongelig benådning og fik få dage senere, sin fængselsstraf nedsat fra otte år til et år. På grund af sygdom blev Thaksin overført til hospital i stedet for fængsel. Efter et halvt år fik han amnesti og blev løsladt.
Thaksin er bror til Yingluck Shinawatra, der blev valgt som premierminister i 2011 og afsat af militæret i 2014.
Den 18. juni 2024 blev Thaksin anklaget for majestætsfornærmelse – i Thailand kaldes loven Section 112, der henviser til lovparagraffen – i forbindelse med et interview med et sydkoreansk nyhedsmedie i 2015, hvor han beskyldte kongelige rådgivere for i 2014 at have beordret hæren til et kup mod sin søster, Yingluck Shinawatra. Han blev løsladt mod kaution af 500.000 baht (cirka 100.000 kroner).

## Omstridt politiker
Thaksin er en omstridt toppolitiker i Thailand, men han havde omfattende støtte i store dele af befolkningen, især i den nord-østlige del af Thailand – bedere kendt under betegnelsen/navnet Isaan, der udgør hjemsted for omkring 40% af Thailands samlede befolkning.
I 2006 blev Thaksin udsat for massiv kritik efter han solgte et telecom-selskab og tjente et milliardbeløb (73,4 mia. Thai Baht) uden at betale skat af beløbet, sideløbende med der var tydelige tegn på nepotisme, især i forbindelse med statsejet jord, der blev solgt til Thaksins kone til priser under markedsværdien. [kilde mangler] Kritikken førte til en politisk krise for Thaksin, som blev tvunget til at udskrive nyvalg i landet for at prøve at skaffe mandat til at fortsætte som statsminister. Valget udviklede sig dog til noget af en farce, [kilde mangler] da det i realiteten kun var Thaksins eget parti der opstillede, da valget blev boykottet af alle oppositionspartier.
19. september 2006 gennemførte en mindre gruppe militærpersoner et statskup, samtidig med, at premiersministeren var i FN. Thaksin valgte efterfølgende at leve i eksil, primært Dubai.
Militærjuntaen, der afsatte hans yngre søster Yingluck som premierminster i 2014, forsøgte i efteråret 2017 ved højesteret at få anklaget Thaksin in absentia i to korruptionssager. Samtidig lukkede myndighederne Tv-stationen TV24 i 30 dage, for at udsende forudindtaget materiale om Thaksin, uden der blev ikke givet detaljer om, hvordan programmerne var urimelige.

## Retssager mod Thaksin Shinawatra
I april 2019 idømte Thailands Højesterets afdeling for politisk kriminalitet (The Supreme Court’s Criminal Division for Holders of Political Office) Thaksin tre års fængselsstraf, efter at have fundet ham skyldig i embedsmisbrug under sin regeringsperiode, hvor han godkendte et fire milliarder baht stort lån til lav rente fra den thailandske Exim Bank (Export-Import Bank of Thailand) til Myanmar, til brug for indkøb af teleudstyr og tjenester fra det dengang Shinawatra-familieejede selskab, Shin Satellite (i dag Thaicom, Thailands første satellitoperatør).
I juni 2019 idømte Højesterets afdeling for politisk kriminalitet Thaksin to-års fængsel in absentia for illegalt, at have indført et ciffer-lotteri i perioden 1. august 2003 til 16. september 2006, mens han var premierminister. Ifølge dommen havde lotteriet til formål at generere indkomst til staten, men var indført uden ved lov at måle, eller forhindre finansielle risici. Lotteriet gav 123 milliarder baht (omkring 25 milliarder kroner) i indtægt til statskassen, men ikke alle trækninger var rentable, syv medførte tab på i alt på 1,67 milliarder baht (cirka 334 millioner kroner). Ud over straf udstedte retten også arrestordre.
I august 2019 frikendte Højesteret Thaksin for at have haft indflydelse på et 99 milliarder baht stort lån fra Krungthai Bank (KTB) til ejendomsgiganten Krisda Mahanakorn. Sagen var oprindeliget anlagt af National Counter Corruption Commission (dansk: Nationale Antikorruptionskommission) og den offentlige anklager i 2012. Retten trak også arrestordren tilbage.
I juli 2020 idømte Højesteret in absentia Thaksin fem års fængsel, for at have overtrådt lov om bekæmpelse af korruption, ved at besidde aktier i Shin Corp gennem fuldmagter. Loven forbyder en embedsmand at besidde aktier i en virksomhed, der leverer ydelser til staten. Han var også anklaget for interessekonflikt i strid med straffeloven. Retten udstedte tillige en arrestordre. Thaksin Shinawatra var anklaget for, at beordrede en udøvende beslutning om, at nedsætte punktafgiften for Mobiltelefonselskaber fra 50 procent til 10 procent og tillige give dem mulighed for at fratrække deres koncessionsgebyrer i forfalden skat. Det gavnede selskaberne Advance Info Service Plc og Digital Phone Co., som begge var en del af Shin Corp, hvor Thaksin Shinawatra var den største aktionær.

### Shin Corp-skattesagen
Skattesagaen begyndte i 1999 med dannelsen af et selskab kaldet Ample Rich Investments på De Britiske Jomfruøer, et velkendt skattely. Ample Rich Investments blev registreret af Thaksin Shinawatra selv. Selskabet købte Shin Corp-aktier til 10 baht (cirka 2 kroner) stykket i en handel til en værdi af 329 millioner baht (cirka 65 millioner kroner), angiveligt med penge lånt fra Shin Corp, der er en telekom-gigant, som ejer den nationale satellitoperatør Thaicom og Advanced Info Service (AIS), Thailands største mobilnetværksoperatør. Aftalen skulle havde til formål, at hjælpe hans telecom-imperium ind på den amerikanske Nasdaq-børs. I december 2000, da aktie-handlen blev kendt, solgte Thaksin efter sigende Ample Rich Investment-aktierne til sin søn, Panthongtae Shinawatra for én dollar (cirka 6 kroner). I august 2001 foretoges et 10:1 aktiesplit, hvorved Ample Rich Investment nu kom til at eje 329,2 millioner Shin-aktier, i stedet for 32,92 millioner. I maj 2005 blev Thaksins datter, Pintongta Shinawatra Ample Rich Investment-medejer, efter at have købt halvdelen af Ample Rich Investment for én dollar af sin bror. De ejede nu hver indirekte 164,6 millioner Shin Corp-aktier.
I januar 2006 solgte Ample Rich Investment alle sine Shin Corp-aktier til sine ejere Panthongtae og Pintongta for en baht (cirka 20 øre) stykket, hvorefter de et par dage senere afhændede de 329,2 millioner Shin-aktier til Temasek Holdings i Singapore for 49,25 baht (cirka 10 kroner) stykket. Thaksin Shinawatra mente, at der ikke skulle betales skat, fordi Ample Rich Investment "kke havde nogen fortjeneste". Kritikere sagde derimod, at hvis selskabet havde solgt Shin Corp-aktierne direkte til Temasek Holdings, ville det være blevet beskattet kraftigt. De hævdede, at dette var grunden til, at Shinawatra-søskendeparret valgte, at sælge aktierne som enkeltpersoner på SET-børsen i Thailand (Stock Exchange of Thailand), da kapitalgevinster fra SET-børsnoterede aktier er skattefri for privatpersoner.
Det kontroversielle skattefrie aktiesalg udløste begyndelsen på Thaksins politiske tilbagegang. Juntaen efter militærkuppet i 2006, der afsatte Shinawatra, oprettede Assets Examination Committee, der skulle undersøge beskyldninger om korruption og uregelmæssigheder under Shinawatras embedsperiode. I juni 2007 besluttede komiteen, at indefryse 76,6 milliarder baht (cirka 15 milliarder kroner) af aktiver tilhørende Thaksin Shinawatra og hans familie med den begrundelse, at hans "usædvanlige rigdom" blev samlet under embedet som premierminister. Da Thaksin Shinawatra tiltrådte i 2001, havde han og hans hustru erklæret aktiver for i alt 15,1 milliarder baht (cirka 3 milliarder kroner). Han havde forinden overført store dele af sin formue til sine børn, stuepiger og chauffører, før han overtog premiereposten. Allerede i 2001 blev Shinawatra anklaget for ulovligt at skjule milliarder af baht, ved at overføre ejerskabet af hans Shin Corp-aktier til andre. Forfatningsdomstolen frikendte ham imidlertid, efter han grædende fortalte dommerne, at han simpelthen havde begået en "ærlig fejl". Beskyldninger om skjult rigdom kom dog atter til at hjemsøge Thaksin, efter han blev genvalgt efter Rak Thai-partiets jordskredssejr ved parlamentsvalget i februar 2005.
I februar 2010 beordrede højesteret beslaglæggelse af 46,3 milliarder baht (cirka 9 milliarder kroner) ud af de 76,6 milliarder baht, der var blevet indefrosset efter militærkuppet i 2006. Retten afgjorde, at den tidligere premierminister havde misbrugt sin magt, hvilket resulterede i en øget værdi af Shin Corp-aktier, da mange af hans regerings politikker og foranstaltninger gavnede telegigantens virksomheder. Efter dommen anslog skatteministeriet, at Thaksin skyldte 15,9 milliarder baht (cirka 3 milliarder kroner) i restskat, hvilke i marts 2017 var steget til 17,6 milliarder baht (cirka 3,5 milliarder kroner), da myndighederne forkyndte en stævning for Shinawatras to børn om, at de skulle betale skat og bøde. Shinawatras advokater hævdede, at hans transaktion med Ample Rich Investment ikke kunne betragtes som et aktiesalg, så han skulle ikke beskattes. Efter en mislykket appel anlagde Shinawatra sag an mod Skatteministeriet og krævede en retskendelse om, at tilbagekalde agenturets kendelse, hvilket blev givet i juli 2022. Retten afgjorde, at afdelingen skulle have rettet sin skattevurdering mod Thaksin Shinawatra i stedet for hans børn, da han blev anset for at være den egentlige gerningsmand. Børnene blev af retten beskrevet som Shinawatras fuldmægtige, der handlede aktier for ham.

### Status over Thaksins retssager
| Anklage                            | Dom                                | Status 2023         |
| ---------------------------------- | ---------------------------------- | ------------------- |
| Udsædvanlig rigdom                 | Konfiskation af 46 milliarder Baht | Afsluttet           |
| Lotteri-korruption                 | 2 års fængsel                      | Appel afvist        |
| Eksport-Import banklån til Myanmar | 3 års fængsel                      | Appel afvist        |
| Mobiltelefoni koncessions sag      | 5 års fængsel                      | Appel afvist        |
| TPI rehabiliteringssag             | Frikendt                           | Afsluttet           |
| Krungthai Bank lånesag             | Frikendt                           | Afsluttet           |
| Ratchadaphisel landkøbs sag        | 2 års fængsel                      | Forældet            |
| Sag om falsk formueangivelse       | Undersøgelse sat i bero            | Arrestordre udstedt |

## Fremtiden for Shinawatra i thailandsk politik
Selv om både Thaksin og Yingluck flygtede, lykkedes det tilsyneladende ikke for militæret at eliminere deres magtbase: de stort set fattige og provinsielle thailændere – der udgjorde næsten halvdelen af nationens befolkning, men kun bidrog med knap 12% af økonomien – som leverede stemmerne til valgsejre i næsten ethvert demokratisk valg siden 2001, hvor Thaksin Shinawatra blev valgt som premierminister, på trods af modarbejde fra hær og dybt konservative royalister. Det shinawatra-politiske dynasti opstod under Thaksin med en række banebrydende velfærdssystemer, men Taksin-regeringen blev væltet ved et militærkup i 2006. Den følgende dekade blev omtalt som "The Lost Decade" – det tabte årti – med hyppige, dødbringende gade protester, kortvarige regeringer, og tilbagevenden til militærdiktatur i 2014.
Både Thaksin og Yingluck var demokratisk valgt premierminister, og begge blev omstyrtet ved militærkup. Trods Thaksin havde bred opbakning i Vesten, kunne han aldrig blive tilladt eksil i et vestligt land, da han blev dømt for at lade sin daværende hustru købe jord fra sin regering, en transaktion der var forbudt ifølge forfatningen. Det betød, at lande der måtte overveje at give ham asyl, skulle vurdere thailandsk lov og thailandsk suverænitet. Han blev nødt til at være tilfreds med at bo i Dubai, der ikke har nogen udleveringsaftale med Thailand. Yinglucks højesteretsdom – der kom efter, handelsminister Boonsong Teriyapirom var idømt svimlende 42 års fængsel for korruption med forfalske dokumenter ved påstået rishandel med Kina – mangler derimod præcedens, så den er mere åben for debat end Thaksins. Selvom Yingluck ikke var direkte involveret i svindel, blev hun i dommen holdt ansvarlig for korruption i sin ris-støtteordning, og det var det, der var uden fortilfælde.
I juni, 2018, valgte 40-50 tidligere parlamentsmedlemmer fra Sinawatraernes parti, Pheu Thai, at forlade partiet. Thaksin Shinwatra forklarede sine tilhængere, at der var to årsager til, at de valgte at forlade partiet: »For det første, at de ønsker en stor pengesum fra de, der er tåbelige nok til at betale dem – blot for at slutte i politik efter at have modtaget pengene. For det andet, at de er for selvsikre, idet de glemmer, at de tidligere blev valgt på grund af partiets navn.«
I november 2018 besluttede Thaksins eneste søn, Panthongtae “Oak” Shinawatra, at støtte Pheu Thai. Panthongtae var i oktober blevet anklaget for hvidvaskning af milliarder af baht i forbindelse med en låneskandale hos den statsejede Krungthai Bank. Han og hans tilhængere sagde, at anklagerne var politisk motiverede retsforfølgelser mod medlemmer af Shinawatra-klanen.
Ved Pheu Thai-partiets kongres den 21. marts 2022 gik Thaksins yngste datter Paethongtarn Shinawatra officielt ind i politik som leder af deltagelse og innovation i partiet. Politiske iagttagere var dog enige om, at det var som en fortsættelse af Shinawatraernes politiske linje og Pheu Thais afhængighed af Shinawatra-mærket. Paetongtarn meddelte den 15. januar 2023 at hun er partiets premierministerkandidat ved næste parlamentsvalg. Den 16. august blev hun valgt til premierminister, efter Pheu Thai anden kandidat fra valget, Srettha Thavisin, var blevet afsat af Forfatningsdomstolen den 14. august.

## Mulighed for amnesti
Muligt amnesti til Thaksin Shinawatra har været nævnt i forbindelse med Thaksins marionet-partier. Thaksin udtalte fra sit eksil den 24. januar 2023, at han vil vende tilbage i 2023 og insisterede på, at hans tilbagevenden til Thailand vil blive uden hjælp fra Pheu Thai-partiet eller det regerende Palang Pracharath-parti, samt at det vil blive annonceret af hans datter Paethongtarn Shinawatra. Pheu Thai de facto-lederen kan imidlertid kun opnå kongelig benådning for de sager, hvor der allerede er afsagt dom, men derimod ikke for de sager, der i øjeblikket afventer retsafgørelser. Shinawatra kan praktisk talt ikke forvente, at forblive på fri fod, hvis han vender hjem fra udlandet og vil blive stillet for retten af myndighederne, uanset om Pheu Thai vinder en jordskredssejr i det ved kommende parmanetsvalg og derefter bliver kernen i en koalitionsregering.
Alle i thailandsk politik ved, at Thaksin har ét altoverskyggende ønske: At vende hjem, helst uden frygt for arrestation og fængsling. Ifølge thailandske medier er hans desperation tydelig med hans målbevidste forsøg på, at vende sit Pheu Thai-parti tilbage til magten, så det fra en regerings magtfulde højder kan bane vejen for en helts hjemkomst. For at cementere sin parlamentariske styrke vil Shinawatra dog have brug for allierede. Move Forward Party er en potentiel partner, men han har også længe dyrket sine bånd til vicepremierminister, general Prawit Wongsuwan, der faktisk siges at være hjernen bag militærkuppet i maj 2014. Wongsuwan er kendt for at indgå aftaler. Sinawatras forhold til Wongsuwan har imidlertid haft op- og nedture, men i det store og hele ser det ud til at være funktionelt. Shinawatra kan have behov for opbakning de 250 af militæret udpegede senatorer
Tidligere formand for den pro-Thaksin Forenede Front for Demokrati mod Diktatur (United Front for Democracy against Dictatorship, forkortet UDD), også kaldet "rødskjorter", Jatuporn Prompan, har sagt, at Pheu Thai-partiet blot havde siddet i regering i et par år, før Thaksin spildte sin marionetvalgsejr, ved at få den til at fremsætte et lovforslag i 2013 om, at give amnesti til alle, "der er involveret i den politiske konflikt – inklusive dem, der er anklaget for mord og korruption". Mange betragtede lovforslaget som et bevidst skridt til fordel for Thaksin selv. Det førte til massive gadeprotester mod regeringen, der var ledet af Thaksins yngste søster, Yingluck som premierminister. Protesterne og den efterfølgende vold kulminerede i et militærkup i maj 2014, hvilket ifølge Prompan resulterede i otte "spildte år" for Thailand under kupleder Prayut Chan-o-chas styre.
Prompan har i 2023 advaret om, at historien vil gentage sig selv, hvis Pheu Thai vender tilbage til magten i forbindelse med det kommende parlamentsvalg og foretager det samme amnestitræk igen. Han anklagede også den flygtende, tidligere premierminister Thaksin for, gentagne gange at forråde rødeskjorterne, som var hans loyale støtter og hjalp med at stemme hans marionetparti Pheu Thai til magten. Politiske analytikere mener, at Prompans påstande sandsynligvis kan underminere Pheu Thais håb om en jordskredssejr ved 2023-parlamentsvalget.

### Ønske om at vende tilbage til Thailand
Thaksin Whinawatra har ved flere lejligheder udtrykt ønske om, at vende tilbage til Thailand, senest den 1. maj 2023, i forbindelse med, at hans datter, Paethongtarn – en af premierministerkandidaterne for Pheu Thai-partiet ved parlamentsvalget den 14. maj – fødte en søn. Thaksin sagde, at han kommer hjem "snart" for bogstaveligt talt at passe alle sine syv børnebørn, især den nyfødte baby, da han bliver 74 år gammel i den kommende juli. Den de facto Pheu Thai-leder, der normalt har afvist at fastlægge en tidsplan for sin længe ventede tilbagevenden, har dog tidligere tilbudt at lade sig fængsle efter sin hjemkomst.
Kritikkere af Thaksin mente, at det faktisk var et desperat forsøg på at blande sig idet kommende parlamentsvalg. Det konkurrerende parti, Move Forward Party, havde ifølge flere meningsmålinger taget kandidater fra Pheu Thai og tillige havde Move Forwards leder, Pita Limjaroenrat, opnået større tilslutning som kommende premierminister end Paethongtarn Shinawatra. Noget skulle gøres, da Pheu Thais forventede jordskredssejr syntes alvorligt tvivlsom. Selvom det tidligere havde været svært for Thaksin at udnytte politiske omstændigheder til at vende hjem, synes det endnu sværere denne gang. Thailandsk politik var blevet meget mere differentieret end tidligere, hvor der var en en gul blok med Sinawatra modstandere og en rød blok med tilhængere.
Thaksin undgår næppe fængsel, hvis han vender hjem til Thailand. Der er tre typer sager, der involverer ham. I den første type har domstolene allerede havde afsagt en dom, men han var ikke vendt tilbage fra sit frivillige eksil, for at blive straffet. Den anden type involverede sager, hvor retsafgørelser stadig verserer. Den tredje type sager er, hvor domstolene allerede har frifundet ham. Han har desuden udeblevet fra retsmøder, hvorfor han ikke vil være berettiget til kaution. Med hensyn til kongelig benådning er der er to mulige kategorier. Den første er, når myndighederne anmoder om benådning på vegne af dømte, og den anden er, når en individuel fange, anmoder om nedsættelse af straf. Her skal personen have afsonet mindst otte år, eller en tredjedel af fængselsstraffen, før benådning kan ansøges.
Overraskende blev Move Forward Party vinder af parlamentsvalget den 14. maj. Partiet har ingen indvendinger mod, at tidligere premierminister Thaksin vender tilbage til Thailand, så længe han afsoner sine fængselsstraffe. Thaksin fastholdt, at han ville vende tilbage i juli – før forventet tiltrædelse af en ny regering i august – da hjemrejse skulle ske mens Prayut Chan-o-cha stadig var regeringsleder. Politiske iagttagere mener, at Thaksin Shinawatra igennem længere tid har indgået politisk aftale om sin tilbagevenden, men at en regering under ledelse af Move Forward Party kan være en hindring for dette. Den 12. juli, dagen før parlamentet skulle vælge ny premierminister, meddelte Thaksin Shinawatra gennem sin datter, Paethongtarn Shinawatra, at han havde ændret mening og hans tilbagevende ville blive forsinket lidt og ikke i juli. Den 26. juli, på sin fødselsdag, meddelte Paethongtarn, at hendes far ville vende hjem den 10. august efter 15 års selvvalgt eksil. Ved hjemkomsten kan han dog se frem til 10 års fængsel samt en endnu ikke afgjort sag, i forbindelse med Thai Airways' køb af Aibus 340-500 fly. Efter parlamentets dato for valg af ny premierminister den 4. august blev udsat til den 16. august, udsatte Thaksin atter sin tilbagevenden.
Selvom Thaksin ønsker at hans tilbagevenden skal ses som værende af familiære årsager, blev han en nøglespiller i de ugelange politiske forhandlinger om dannelsen af en koalitionsregering efter valget. Han vil kunne anmode om en kongelig benådning inden for de første 24 timer efter fængsling, som vil blive foretaget efter hans ankomst og et møde i Højesteret, for at modtage kendelse om sine domme. Hans aktive deltagelse i dannelse af en koalitionsregering med partier, der både støttede den afgående militærjuntastyrede regering og var deltager i dens koalition, medførte kritik blandt baglandets loyale Rødtrøjer, hvor deltagere blandt andet brændte deres trøjer og billeder af de to Shinawatra-premierministre.

## Thaksins tilbagevenden til Thailand

### Ankomst og anholdelse
Den 22. august klokken ni morgen landede Thaksin med privatfly i Bangkoks Don Muaeng lufthavn efter 15-års selvvalgt eksil. Efter ved udgangen fra privatfly-terminalen, at have lagt sig i prostration foran et portræt af Thailands konge og dronning, førte myndighederne ham direkte til landets højesteret, Her det blev bekendtgjort, at han skal afsone otte års fængsel, for tre tidligere afsagte domme. Dommene udgør tre år for misbrug af et lån på fire milliarder baht (cirka 800 millioner kroner) til Myanmar, to år for lotterisvindel og frem år for ulovligt brug af nominerede til at besidde hans Shin Corporation-aktier. Om eftermiddagen kom det frem, at indsatte Thaksin Shinwatra lider af mange helbredstilstande, herunder Akut koronarsyndrom (AKS) (en gruppe tilstande, der skyldes akut forsnævring eller lukning af hjertets kranspulsårer), diskusprolaps, højt blodtryk og unormal kropsholdning. Natten til den 23. august blev Thaksin overført fra fængslet til Polititihospitalet på grund af hjerteproblemer. Fra hospitalet indsendte Thaksin anmodning om kongelig benådning.
Forhenværende vicepremierminister, Suthep Thaugsuban – der tidligere anførte den nu opløste People's Democratic Reform Committee (PDRC), bevægelsen mod "Thaksin-regimet", som medførte at Thanksins søster Yingluck blev afsat i 2014 – sagde, at Thaksin havde truffet den rigtige beslutning om, at vende hjem og afsone sine fængselsstraffe. Hjemvendelsesdatoen falder sammen med datoen for parlamentets afstemning om ny premierminister. Suthep tilføjede advarende, at »hvis Pheu Thai forsøger at genoplive det såkaldte Thaksin-regime, hvor regeringen misbruger sine beføjelser til egne interesser, vil folk gå på gaden igen«.
Thaksins tilbagevenden under Pheu Thai koalitionsregering med konservative partiver var positivt for ham. En Move Forward-Pheu Thai regering ville have været meget hårdere og en enkeltparti Pheu Thai-regering ville have kastet benzin på Thaksin-bålet. Og havde den ny regering haft samme konstruktion som Prayut-regeringen, kunne han have glemt alt om, at afslutte sit eksil. De nuværende strukturer i regeringen og opposition passede perfekt til hans hjemkomst og faktisk bedre, end en Pheu Thai-jordskredsvalgsejr.

### Benådning og hospitalsophold
Den 1. september blev Thaksin benådet af kongen og fik sin fængselsstraf nedsat fra otte år til et år. Kongetidende (Royal Gazette, svarende til dansk Statstidende) begrundede benådningen med Thaksins alder og sygdom, samt tilføjede, at Thaksin "har gjort godt for landet og folket og er loyal over for monarkiet". Thaksin måtte dog have håbet, at hans straf ville blive omstødt og ikke blot reduceret. Thaksin kan ikke søge yderligere kongelig benådning, da han allerede har modtaget en og skal derfor afsone det resterende et års fængsel uden mulighed for strafnedsættelse. Han vil blive behandlet som enhver anden almindelig fange. I tilfælde af sygdom under afsoningen, vil han blive overført tilbage til fængslets sygeafdeling. Hvis hans helbred ikke forbedres, vil der blive ydet løbende medicinsk behandling. Hvis en indsat er syg, og fængselshospitalet ikke kan yde tilstrækkelig behandling, har fængselsmyndighederne bemyndigelse til, at tillade den enkelte at modtage lægebehandling uden for fængslet. Dette kan endda involvere private hospitaler, hvis det er nødvendigt. Hvis en sådan medicinsk behandling uden for fængslet overstiger 30 dage, skal enhver fortsættelse godkendes af generaldirektøren for Kriminalforsorgen, foruden den behandlende læge. Så længe Thaksin forbliver syg i det omfang, at fængselshospitalet ikke kan yde behandling, kan han modtage behandling uden for fængslet.

### Kritik af hospitalsophold
Ifølge rapporter i thailandske nyhedsmedier blev Thaksin flyttet til fløjen med private værelser på Politiethospitalet, udstyret med aircondition og et TV, køleskab, sofa og spisebord, mens han var under 24-timers pleje. Det præcise indhold af hans værelse var dog uklart. Embedsmænd afviste, at der var taget særligt hensyn til ham og sagde, at den tidligere premierminister havde brug for akut behandling, da han oplevede søvnløshed, trykken for brystet og højt blodtryk, og iltniveauet i hans fingerspidser var lavt. Aktivister og advokater påpegede dog, at når indsatte bliver syge, er adgang til lægehjælp en langvarig proces. De sagde, at den samme standard for pleje bør gives til alle fanger. Efter Thaksins flytning til hospitalet begyndte hashtagget VVIP (Very, Very Important Person) at trende, og optagelser af ham i eksil – inklusive et klip fra 2021 af ham, som energisk bokser – at blive delt på sociale medier, da folk rejste spørgsmål om alvoren af hans tilstand. Nogle spekulerede i, at han kunne tilbringe resten af sin straf på hospitalet. Ifølge Thaksins datter, politikeren Paethongtarn Shinawatra, gennemgik han en operation på Polititihospitalet, hvilket en af hospitalets læger bekræftede. Ifølge justitsministeren syntes ingen andre end læger på Politihospitalet at vide, hvilken del af Thaksins krop der kan have gennemgået den omtalte operation, privatliv blev nævnt i den forbindelse.
Den 21. oktober fik Thaksin tilladelse til, at kunne blive på hospitaler ud over 60 dage. En gruppe politiske aktivister hævdede, at Thaksin "kun har foregivet sygdom, for at undskylde sig selv fra at blive sat bag tremmer".
Efter 90 dage skrev avisen Bangkok Post i en leder: "Rygter har svirret om, at Pheu Thai-partiets åndelige leder muligvis forfalsker en sygdom for at holde sig ude af fængslet. Den tilsyneladende privilegerede behandling, han modtager, har skadet retssystemets omdømme. Det skaber et indtryk af retslig dobbeltmoral, der bliver ydet til denne tidligere flygtning, som ellers skulle afsone bag tremmer eller i det mindste på Kriminalforsorgens hospital, hvor ældre og syge dømte normalt sendes. Afdelingen nævnte hans høje blodtryk som årsagen til, at Thaksin blev hastet til politiets generelle hospital kun få timer efter, at han ankom til Bangkoks varetægtsfængsel. Den kendsgerning, at alle involverede myndigheder, fra premierminister Srettha Thavisin ned til dem i justitsministeriet, såvel som afdelingen, undvigede spørgsmål om Thaksins tilstand, og hvorfor han får lov til at forlænge sit hospitalsophold igen og igen, har frustreret offentligheden yderligere." Som svar på kritikken sagde justitsminister Tawee Sodsong i parlamentet, at Thaksin er syg og får ikke særlige privilegier. Thaksins ophold på hospitalet blev godkendt af generaldirektøren for Korrektionsafdelingen og efter anbefaling fra de læger, der behandlede ham. 14. etage bruges af sikkerhedsmæssige årsager.
Den 12. januar 2024 kom det frem, at Thaksin led af hjerteklapsygdom og sjældent har besøg, i forbindelse med, at et udvalg af parlamentsmedlemmer ønskede at besøge Thaksin, for at fjerne tvivlen om hans tilstedeværelse på hospitalet. Udvalget fik ikke mulighed for at møde Thaksin. Udvalgets besøg havde tillige til formål, at forstå de procedurer og metoder, der følges, når indsatte sendes til behandling på Politihospitalet. De var interesserede i at vide, om alle indsatte blev behandlet ens. Den eneste indsatte, der overnattede på hospitalet, var Thaksin, alle andre var ambulante. Hospitalets videoovervågning var defekt og havde været det i flere år.
I august 2024 opfordrede Thailands Nationale Menneskerettighedskommission (NHRC) den Nationale Anti-Korruptionskommission (NACC) til, at undersøge et påstået magtmisbrug fra et statsdrevet hospital og fængselsmyndighed vedrørende tidligere premierminister Thaksin Shinawatra. NHRC hævdede, at Thaksin modtog fortrinsbehandling under sit 181-dages hospitalsophold, et privilegium, der angiveligt var knyttet til hans økonomiske og sociale status. Ifølge NHRC blev Thaksins overførsel til politiets hospital anset for nødvendig på grund af hans kritiske medicinske tilstande, herunder et en iltmætning i blodet på under 95 procent og forhøjet blodtryk. Der opstod dog spørgsmål vedrørende Thaksins forlængede ophold i VIP-værelset, trods hospitalets begrundelse for, at VIP-værelset var det eneste tilgængelige rum til nøje, at overvåge Thaksins tilstand. NHRC fandt uoverensstemmelser i behandlingen af Thaksin sammenlignet med andre dømte og bemærkede, at Kriminalforsorgen undlod at give oplysninger om andre fanger, der modtog lignende behandling, og dermed fremhævede potentielle overtrædelser af ministerielle regler om ligestilling af fanger. Efter Thaksins prøveløsladelse, har han ikke siden vist tegn på de alvorlige sygdomme, der oprindeligt blev påstået, hvilket øgede mistanken om legitimiteten af hans forlængede hospitalsindlæggelse.
I september forelagde den juridiske aktivistgruppe, Khana Nitichon Cherdchutham, en sag for Forfatningsdomstol gennem valgkommissionen, hvori de anklager Thavi Sodsong, der fungerede som leder af Prachachart-partiet og justitsminister, for at have misbrugt sin magt, ved at give ulovlige privilegier til Thaksin. Konkret hævder de, at Thavi gjorde det muligt for Thaksin at blive på en privat afdeling på politihospitalet i seks måneder, i stedet for at blive fængslet, hvilken favorisering skulle stamme fra Thaksins "kritiske sygdomme", som nogle mener blev foregivet, for at undgå fængselsstraf. Sagen omfatter tillige Thaksins datter og nyudnævnte premierminister, Paetongtarn Shinawatra, for at have udnævnt Thavi, der anses for uærlig og uetisk, til en ministerpost.
I maj 2025 erklærede Det thailandske Lægeråd, at Thaksin ikke led af de kritisk syge tilstande, der tidligere er rapporteret. Rådet konkluderede, at hans helbred ikke nødvendiggjorde et længere ophold på politihospitalet. Kritikken antydede, at Thaksin sammen med nogle læger udnyttede smuthuller i loven til helt at undgå fængsling. To læger, der var involveret i Thaksins behandling, fik deres lægelicenser midlertidigt suspenderet for manglende overholdelse af medicinsk etik, og for at give vildledende sundhedsoplysninger. En anden læge modtog en formel advarsel for kompromitteret professionel adfærd.

### Mulighed for prøveløsladelse
Thaksin havde en mulighed for, at kunne blive løsladt fra fængslet allerede den 3. oktober eller 5. december, hvis kongen gav amnesti i anledning af henholdsvis Kong Bhumibol Adulyadejs dødsdag og Nationaldag og fars dag, Kong Bhumibols fødselsdag. Det kan tilskrives hans fængselsstatus blev et voksende politisk emne, hvor han tilsyneladende fik præferencebehandling som fange, hvilket truede med at tiltrække yderligere politisk opmærksomhed. En central leder af den progressive bevægelse opfordrede til amnesti for alle fanger, der afsoner domme i forbindelse med politiske aktiviteter. Ellers har han har mulighed for at søge prøveløsladelse, når en tredjedel af straffen, dog mindst seks måneder, er afsonet. Det vil i Thaksin tilfælde sige februar 2024.

### Løsladelse
Den 13. februar blev det officielt, at Thaksin blev prøveløsladt den 17. februar, hvilket fandt sted den 18. februar. I alt 930 fanger opfyldte kriterierne, som inkluderer alvorlig sygdom, at være handicappet eller at være over 70 år. Det forblev stadig uvist, om den Thaksin senere kan blive tilbageholdt i forbindelse med en afventende retssag angående et særskilt søgsmål, der tidligere blev anlagt mod ham i 2015, efter udtalelser i Sydkorea i strid med majestætsfornærmelses-lovgivningen, ofte blot omtalt som paragraf 112. Mod en kaution på 500.000 baht (cirka 100.000 kroner) forblev Thaksin fri. Ifølge politiske iagttagere tilbragt han hele perioden, på nær et par timer den første dag, på Politiets General Hospital.
Politisk analytiker, Olarn Thinbangtieo, der underviser på Burapha University, fakultet for statskundskab og jura, advarede om, at "løsladelse af Thaksin mod kaution på et tidspunkt, hvor mange unge aktivister, der er sigtet for majestætsfornærmelse, bliver nægtet midlertidig løsladelse, sandsynligvis vil udløse beskyldninger om juridisk skævhed. Dette kan tilføje mere brænde til den allerede ulmende politiske strid. Hvis Thaksin får kaution, vil folk spørge, hvorfor de unge mistænkte ikke også er blevet løsladt?" Analytikeren nævnte, at Thaksin kunne spille et snedigt politisk spil, for at underminere den konservative elite og samtidig bevare loyaliteten hos sine hårde rødtrøjetilhængere. Den thailandske elite er ved at miste tilliden til Thaksin og bliver mere og mere mistænksom over, om Pheu Thai vil gå sammen med det reformistiske opponistiske Move Forward Party, når de udpegede senatorers mandat udløber maj 2024.
Ved sin frigivelse måtte Thaksin bruge kørestol, han havde armen bundet op og en blød skinne om halsen på grund af en degeneration af knoglerne. Han talte med hæs stemme og virkede udmattet af sine sygdomme.
Den 31. juli afsagde Kriminalretten kendelse om, at Thaksin ikke måtte rejse til Dubai fra 1.-16. august for medicinsk behandling, blandt andet kronisk lungebetændelse, luftvejs- og koronare symptomer samt spinal diskusprolaps. Retten sagde, at Thaksins tilstande kunne behandles tilstrækkeligt af læger i Thailand. Thaksin er midlertidigt løsladt mod kaution forud for en kommende retssag om majestætsfornærmelse, i Thailand omtalt som paragraf 112. Thaksin havde også planlagt flere personlige møder under sit ophold i Dubai. Han forsikrede retten om, at han ville vende tilbage før retsmødet, planlagt til den 19. august. Dommerne kommenterede, at Thaksins foreslåede møder i Dubai ikke havde nogen medicinsk relevans og anmodningen blev derfor afvist. Thaksin har tidligere i 2008 undladt at vende hjem fra tilladt kort udlandsophold forud for retssag.

### Thaksins fortsatte indflydelse på Thailands politik
Thaksin tog ophold i familiens residens, Ban Chan Song La i Bangkok, der af pressen blev beskrevet som "Powerhouse" (energihus), hvorfra han styrer sin politik. Indenfor den første uge modtog han to vigtige besøg i palæet, henholdsvis den tidligere cambodjanske premierminister Hun Sen og premierminister Srettha Thavisin. I forbindelse med spekulationer om regeringsrokade skrev pressen, at det primært afhang af de facto partiboss Thaksin Shinawatra og absolut ikke premierminister Srettha, og det selvom han tidligere har sagt, at han "ikke er marionet".
I forbindelse med sin 75-års fødselsdag den 26. juli sagde Thaksin, at han på grund af alder ikke vil genopstille som premierministerkandidat – hans prøveløsladelsesperioder udløber den 22. august – men vil fungerer som privat rådgiver for sin datter, Pheu Thai-partileder Paethongtarn Shinawatra, som var premierministerkandidat ved parlamentsvalget i 2023.
Den 2. august opfordrede den indsigtsfulde kommentator, Pichai Ratanadilok na Phuket, fra National Institute of Development Administration (dansk: Statens Institut for Udviklingsadministration), Thaksin til at holde op med at udøve sit magt bag kulisserne over premierminister Srettha Thavisin. Thaksins opfattede rolle som marionetdukkefører, bringer Sretthas autonomi i fare. Meget tyder på, at Thaksin styrer partiets politik og indirekte påvirker regeringsbeslutninger. Da Thaksin imidlertid nyligt blev prøveløsladt efter kongelig benådning sammen med 50.000 andre dømte, er det ham forbudt at deltage i politiske aktiviteter, på længe prøveløsladelse varer. Den 21. august udtalte Thaksin som svar på kritik, at han ikke udøver unødig indflydelse på sin datter: »Jeg dominerer ikke. Jeg ejer hende, fordi hun er min datter.« Den 22. august tilføjede han, ved et offentligt møde i Bangkok med 1.400 deltagere, angående rygter om en politisk aftale i forbindelse med sin tilbageven fra eksil til Thailand: »Der er ingen aftale; ingen tør lave en aftale med mig.«
Paetongtarns rolle som premierminister betyder både en fortsættelse og en test af Shinawatra-arven i Thailand. Eksperter som Verapat Pariyawong, der underviser i thailandsk lov og politik ved SOAS University i London – SOAS er forkortelse for School of Oriental and African Studies, dansk: Skolen for Orientalske og Afrikanske Studier – bemærkede, at Thaksins indflydelse stadig er tilstede og meget involveret bag kulisserne, og fremhævede de kompleksiteter, som Paetongtarn vil stå over for i forvaltningen af sin fars varige arv og politiske tyngde.
Kritikere hævder, at Shinawatra-mærket har mistet sin tiltrækningskraft, hvor populistiske politikker ikke kan levere langsigtet velstand. Aat Pisanwanich, en uafhængig økonomisk ekspert, udtalte, at "populistiske politikker har holdt folk fattige og forgældede". Paetongtarns forståelse af økonomiske spørgsmål er fortsat under lup, og intern politisk dynamik kan udgøre yderligere risici. På trods af disse udfordringer kan Shinawatra-familiens politiske modstandskraft ikke udelukkes. Analytiker Sirote Klampaiboon antydede, at selvom Paetongtarn står over for politisk turbulens, er dynastiets indflydelse langt fra forbi: »Shinawatraerne vil fortsat være en formidabel kraft i thailandsk politik.«

### Thaksins fejltrin
Den 1. juli suspenderede forfatningsdomstolen Paetongtarn Shinawatra som premierminister – hun kunne dog fortsætte som kulturminister – på grund af en lækket lydoptagelse fra en telefonsamtale hun havde med Cambodjas tidligere premierminister Hun Sen. I lydoptagelsen omtale Paetongtarn Hun Sen som "onkel" og omtalte en thailandsk militærleder som hendes "modstander". Sagen var indbragt for forfatningsdomstolen af 36 senatorer. Thaksin politiske manøvrer efter sin tilbagevenden fra det frivillige eksil, vakte stor opmærksomhed. Kritikere fremhævede syv centrale fejltrin i hans tilgang til lederskab og strategi.
1. Brug af familien som et politisk værktøj:
At han pressede sin datter, Paetongtarn Shinawatra, ind på posten som premierminister midt i uløste juridiske spørgsmål og offentlig uenighed kunne virke som en kortsigtet sejr for familien, men trak hans datter ind i en politisk storm, hvor hvert eneste skridt blev opfattet som under Thaksins indflydelse.
2. Manglende politisk distance:
I stedet for at træde i baggrunden efter sin tilbagevende og håndtere sit omdømme og juridiske udfordringer, valgte han en aktiv rolle, hvor han engagerede sig i store politiske spørgsmål og samarbejdede med magthavere. Dette medførte dels hyppige angreb fra såvel politiske modstandere som neutrale grupper.
3. Undervurdering af global dynamik:
Kritikere pegede på Thaksins afhængighed af forældede strategier, midt i regionale forandringer, herunder de thailandsk-cambodjaanske relationer, USA's holdning til Sydøstasien og Kinas nye rolle.
4. Overdreven tillid til politisk tilbagevenden:
Thaksin vendte tilbage til den politiske scene, i tillid til stadig at være samme person, der engang kontrollerede systemet, men overså, hvor hurtigt verden havde udviklet sig.
5. Fejlvurdering af hurtige politiske forandringer:
Han manglede nøjagtig vurdering af den hurtige udvikling af det politiske landskab i Thailand.
6. Ignorering af moderne påvirkninger:
Han overså kraften i den offentlige stemning, sociale medier, retsvæsenets indflydelse og internationale relationer i udformningen af nutidens politik.
7. Risiko for at føre netværket til en blindgyde:
Ved ikke at tilpasse sine strategier til nuværende realitet, bragte han ikke alene sig selv, men hele sit politiske netværk i fare.

Som konklusion nævnes, fortrolighed blev en fælde. Thaksins forsømmelser var ikke blot strategiske fejlvurderinger og personlig fiasko, men en manglende evne til at vurdere det nye politiske landskab tilstrækkeligt, hvilket potentielt kunne føre hans politiske netværk ind i en udfordrende blindgyde.

## Nepotisme og Thaksins indflydelse på thailandsk politik
Efter parlamentsvalget i maj 2023 vendte Shinawatra-familien tilbage til magten efter ni års pause siden militærkuppet i maj 2014, hvorved Yingluck Shinawatra og hendes regering blev afsat. Mange Shinawatra-loyalister blev politiske udpeget til, at tjene under den ny premierminister, Srettha Thavisin, og hans ministre fra Pheu Thai-partiet. Der var andre venner af familien, som ikke havde nogen officielle stillinger, men blev ledsagere til Pheu Thais ministre på deres rejser og ansat i deres ministerier. Disse mennesker omfattede politikere, der er loyale over for familien, og tillige Shinawatras unge familiemedlemmer, svigerforældre og venner, hvoraf mange ikke lykkedes med at blive valgt ved parlamentsvalget den 14. maj.
Premierminister Srettha Thavisin sagde den 21. september, at han ser Thaksin spille en rolle i regeringen, når han bliver løsladt fra fængslet – et tegn på, hvordan den tidligere premierminister fortsat har indflydelse på Thailands politik, såvel som betragtes som nøglestrategen for Pheu Thai-partiet. Srettha tilføjede: »Han var, og er sandsynligvis stadig, den mest populære premierminister i thailandsk politiks historie. Det kommer selvfølgelig af gode grunde, og hvis han bliver fri, ville det være uklogt af mig, ikke at søge hans mening og tillige fra andre tidligere premierministre.« Sretthas udtalelse blev mødt med kritik. Senator Somchai Sawangkarn reagerede med, at selvom Thaksin tidligere havde gjort nogle gode ting, blev han dømt i tre sager med en samlet fængselsstraf på otte år. For at bevare harmonien i landet, bør Srettha virkelig overveje implikationerne af at have Thaksin som sin rådgiver. Kritikere spurgte på baggrund af Srettas bemærkninger om, hvem der egentlig har ansvaret for regeringen: Sretta eller Thaksin, som i vid udstrækning anses for at stå bag, at Srettha blev premierminister. Srettha svarede, at han aldrig talte om en plan om at gøre Thaksin til sin rådgiver, når når han blev løsladt fra fængslet. Srettha forklarede, at han blev spurgt af en journalist, om han kunne søge råd fra Thaksin vedrørende nationale anliggender. Hans svar var, at han ville gøre det, hvis det var nødvendigt, ligesom han havde søgt råd fra andre tidligere premierministre: Prayut Chan-o-cha (i embede 2014-2023), Anand Panyarachun (i embede 1991-1992) og Somchai Wongsawat (i embede 2008).
Medlemmer af Thaksin's familie udnævnt til nøglepositioner i hans regeringsperiode og i regeringer, han de facto styrede:
- 2001-2006, Thaksins to regeringer som premierminister:
  - Yaowapha Wongsawat, Thaksins yngre søster, rådgiver for premierministeren
  - Yaowares Shinawatra, Thaksins yngre søster, præsident for Ubon Ratchatani Rajabhat Universitets råd
  - General Chaisit Shinawatra, Thaksins fætter, chef for Thailands væbnede styrker
  - General Uthai Shinawatra, Thaksins fætter, rådgiver til vice-premierministren
- 2008, Samak Sundaravejs regering:
  - Dr. Sriyada Shinawatra, svigerdatter, sekretær for kulturministeren
- 2008, Somchai Wongsawats regering:
  - Somchai Wongsawat, ægtefælle til Thaksins yngre søster, premier minister
- 2011-2014, Yingluck Shinawatras regering:
  - Yingluck Shinawatra, Thaksins yngre søster, premierminister
  - Somchai Kovitchareoenkul, ægtefælle til Thaksins yngre søster, bestyrelsesmedlem i regeringen farmaceutiske organisation
  - Politigeneral Priewphan Damapong, ældre bror til Thaksins hustru, bestyrelsesmedlem hos THAI Airways
- 2023-2024 Srettha Thavisins regering:
  - Paethongtarn Shinawatra, Thaksins datter, leder af Pheu Thai Party
  - Soraphan Kunakornwong, yngre bror til Thaksins datters ægtefælle, sekretær for vice-transportministeren
- 2024- Paetongtarn Shinawatras regering
  - Paetongtarn Shinawatra, Thaksins datter, premierminister